# راز (فیلم ۱۹۷۴)
«راز» (انگلیسی: The Secret) فیلمی در ژانر جنایی به کارگردانی روبر انریکو است. از بازیگران آن می‌توان به ژان لویی ترنتینیان، مارلن ژوبر، و فیلیپ نوآره اشاره کرد.